# Павлов, Николай Спиридонович
Никола́й Спиридо́нович Па́влов (25 августа 1922 — 2 апреля 1978) — участник Великой Отечественной войны, командир орудия 1007-го лёгкого артиллерийского полка 46-й лёгкой артиллерийской бригады 12-й артиллерийской дивизии 65-й армии 1-го Белорусского фронта, сержант. Герой Советского Союза.

## Биография
Родился 25 августа 1922 года в селе Слакбаш ныне Белебеевского района Башкирии в крестьянской семье. Чуваш. В школе проучился 8 классов.
В Великой Отечественной войне участвовал с 1941 года. В бою за высоту у деревни Дуброва Паричского района Полесской области 21 декабря 1943 года орудийный расчёт под его командованием вступил в бой с 27 танками фашистов. В результате боя расчетом уничтожено 5 танков.
Был членом ВКП(б)/КПСС с 1943 года. Работал библиотекарем в родном селении, на строительстве в Джезказгане (Казахстан).
Скончался 2 апреля 1978 года. Похоронен на кладбище села Слакбаш.

## Награды
- Медаль «Золотая Звезда» № 3001 Героя Советского Союза (29.03.1944)[1].
- Орден Ленина (29.03.1944).
- Орден Отечественной войны I степени.
- Орден Красной Звезды (06.05.1945)[2].
- Медаль «За боевые заслуги» (06.07.1943)[3].

## Память
На здании СОШ с. Слакбаш по ул. К. В. Иванова, д.60 установлена мемориальная доска Павлову Николаю Спиридоновичу, Герою Советского Союза
с надписью:

«В нашей школе учился Герой Советского Союза Павлов Николай Спиридонович. Артиллерист» — belebey.bashkortostan.ru/about/places/325996